# Sony Norde
Sony Norde (Grand'Anse, Haití, 27 de julio de 1989), futbolista haitiano. Juega de medio y su actual equipo es el Terengganu FC de la Superliga de Malasia. Ha integrado la selección de fútbol de Haití. 

## Trayectoria
Norde es un mediocampista que puede jugar como volante por derecha o como enganche. 
En diciembre de 2005 la selección de fútbol sub-20 de Haití (que integraba Sony Norde) viajó a la Argentina para disputar un amistoso contra Argentina en Ezeiza. Terminó siendo reclutado por Boca Juniors, pasando a formar parte de las divisiones inferiores del club. 
En el año 2009 fue transferido a la división Sub-20 del Club San Luis de México a préstamo por un año para luego regresar a Boca de cara a la temporada 2010-11 (en la reserva). También se desempeñó en el Altamira FC en la temporada 2011-12, donde jugó 10 partidos, marcando un gol.
Es internacional con la selección absoluta de Haití desde el 2007 disputando 15 partidos y anotando 2 goles.

## Clubes
| Club                      | País       | Año             |
| ------------------------- | ---------- | --------------- |
| Boca Juniors (Inferiores) | Argentina  | 2005 - 2009     |
| Club San Luis (Sub-20)    | México     | 2009 - 2010     |
| Boca Juniors (Reserva)    | Argentina  | 2010            |
| Altamira FC               | México     | 2011 - 2012     |
| Sheikh Russel KC          | Bangladés  | 2012 - 2013     |
| Sheikh Jamal DC           | Bangladés  | 2013 - 2014     |
| Mohun Bagan AC            | India      | 2014 - 2015     |
| Mumbai City               | India      | 2015            |
| Mohun Bagan AC            | India      | 2016            |
| Mumbai City               | India      | 2016            |
| Mohun Bagan AC            | India      | 2017 - 2019     |
| Zira FK                   | Azerbaiyán | 2019 - 2020     |
| Melaka United FC          | Malasia    | 2020 - 2022     |
| Terengganu FC             | Malasia    | 2022 - Presente |